# Re-Volt
Re-Volt — компьютерная игра, трёхмерный автосимулятор-гонка, выпущенный фирмой Acclaim Studios London в 1999 году.

## Игровой процесс
- В игре присутствуют 28 радиоуправляемых автомобилей и 13 кольцевых трасс, которые можно открывать по ходу игры.
- В прохождении игры на PC могут участвовать 4-24 игрока, на консольной версии 4-8 игрока.
- Во время игры машинки смогут подбирать различные бонусы, расположенные на трассе, которые помогут вам остановить врагов или обогнать их.
- 5 классов автомобилей: Rookie, Amateur, Advanced, Semi-Pro и Pro.
- 4 вида игры: Симулятор, Аркада, Консоль, Юниор.
- 4 уровня сложности трасс: Лёгкий, Средний, Сложный, Экстремальный.
- Редактор карт с широким выбором текстур.

### Режимы игры
В игре есть 7 различных режимов игры.
- Одиночная гонка. Обычные гонки, в которых надо прийти к финишу первым.
- Чемпионат. Всего в игре есть 4 кубка, в каждом из которых по 4 трассы: бронзовый, серебряный, золотой и платиновый (5 трасс). После прохождения каждого кубка открываются новые трассы и машинки. При этом, надо в каждой трассе занять как минимум 3 место, чтобы перейти на следующую. При переигрывании кубка даётся 3 попытки. И чтобы выиграть кубок, надо по очкам занять 1 место.
- Многопользовательская игра. Режим игры, в котором можно соревноваться по сети.
- Заезд на время. Гонки, в которых надо проехать трассу в отведённый срок, для того чтобы открыть доступ к обратным, зеркальным и зеркально-обратным трассам.
- Практика. Позволяет поехать на трассах уже свободно и проверить характеристики машин. Но в этом режиме нужно собирать звёзды для открытия новых машинок.
- Трюковая арена. Здесь надо собрать все 20 звёзд для разблокировки следующего режима.
- Clockwork Carnage. В этом режиме надо будет ездить на одной мини-машинкe из 30 мини-машинок и приехать к финишу первым.

## Развитие
Студия Acclaim Entertainment упразднена в 2004 году, но силами сообщества развитие игры продолжается. В частности существует открытый кроссплатформенный порт игрового движка под названием RVGL, который поддерживает как Windows, так и GNU/Linux, а также позволяет играть по сети.

## Отзывы
| Сводный рейтинг | Сводный рейтинг                                       |
| Агрегатор       | Оценка                                                |
| --------------- | ----------------------------------------------------- |
| GameRankings    | 76,76 % (ПК) 79,36 % (SDC) 59,71 % (N64) 47,05 % (PS) |

Игра получила положительные отзывы на ПК и Dreamcast. Остальные версии получили негативные отзывы.